# Aleksandr Samarin
Aleksandr Michajlovitj Samarin (ryska: Александр Михайлович Самарин), född 11 juli 1902 i Ardatovskij rajon i guvernementet Nizjnij Novgorod, Ryssland, död 20 maj 1970 i Moskva, var en sovjetisk metallurg.
Samarin avlade examen 1930 vid institutionen för metallurgi vid Moskvas gruvakademi. Han utsågs till professor i metallurgi 1938. Från 1955 var han verksam vid Baikov-institutet för metallurgi vid Sovjetunionens Vetenskapsakademi. Han var direktör för Baikov-institutet 1960–1961 och 1967–1970.
Samarin invaldes 1946 som korresponderande ledamot av Sovjetunionens Vetenskapsakademi och blev fullvärdig ledamot 1966. Han invaldes 1968 som utländsk ledamot av svenska Kungliga Ingenjörsvetenskapsakademien.